# Rio da Dúvida
Rio da Dúvida är ett vattendrag i Brasilien.   Det ligger i delstaten Rondônia, i den centrala delen av landet, 1 400 km väster om huvudstaden Brasília.
I omgivningarna runt Rio da Dúvida växer i huvudsak städsegrön lövskog. Runt Rio da Dúvida är det mycket glesbefolkat, med 5 invånare per kvadratkilometer.